# とよはた
株式会社とよはた（英語: Toyohata Co.,Ltd.）は、三重県伊勢市にあるスーパーマーケットの運営企業。店舗名称生鮮市場ベリーで伊勢市内に展開している。
本社は伊勢市勢田町字中起281番地にあったが、2012年（平成24年）8月1日に同市御薗町長屋2136番地の伊勢みそのショッピングセンター内へ移転した。

## 沿革
- 1987年（昭和62年）5月 - 創業。
- 1995年（平成7年）9月28日 - 四日市市を中心に店舗を展開しているスーパーサンシと業務提携する[2][3]。

## 店舗
- みその店（御薗店） - 1998年9月7日 伊勢みそのショッピングセンターの核店舗として開店
- 小俣店 - 2004年12月15日 開店
- 藤里店 - 2010年12月3日 開店

### 過去にあった店舗
- 船江店
- 勢田店
- 山田上口店 - 2010年11月20日限りで閉店
- やまと町店（倭町店） - 2010年11月10日限りで閉店